# 深圳证券交易所创业板
深圳证券交易所创业板，也称中国创业板（ChiNext），是指中华人民共和国设立于深圳证券交易所下的创业板。2022年，经过注册制改革后，公司总数已达1200多家，在A股上市公司中占比25%。注册制创业板IPO公司有401家，在创业板上市公司中占比达33%。

## 历史

### 创立
1998年3月，成思危代表中国民主建国会中央提交了《关于借鉴国外经验，尽快发展中国风险投资事业的提案》，建议开创创业板，此提案是当年全国政协会议的“一号提案”。同年，他提出了“三步走”的发展思路：成立一批风险投资公司、建立风险投资基金、建立包括创业板在内的风险投资体系。
1999年，深圳证券交易所开始着手筹建创业板，2000年10月之后为此甚至停止了主板IPO，然而随着美国纳斯达克和香港创业板的暴跌、加上国内股市违规丑闻，成思危向国务院总理朱镕基进言减缓创业板。1999年12月，全国人大常委会对《中华人民共和国公司法》做出修改，允许高新技术企业可以在国内证券市场上市，并通过了拟建单独的高科技股票交易系统的决议。2000年10月，深市停发新股，筹建创业版；然而不久美股纳斯达克再次破灭，中国政府再次延缓了创业板进度。2002年，成思危提出建立中小板作为创业板的过渡。2004年5月，中国证监会同意深交所设中小板，并在之后陆续发行新股至中小板。2006年，尚福林开始主持表示适时推创业板。2007年6月，创业板框架初定。2008年3月，创业板《管理办法》（征求意见稿）发布。2009年3月31日，中国证监会正式发布《首次公开发行股票并在创业板上市管理暂行办法》，自2009年5月1日起实施。2009年9月13日，中国证监会宣布，于9月17日召开首次创业板发审会，首批7家企业上会。
2009年10月23日，创业板举行开板启动仪式。数据显示，首批上市的28家创业板公司，平均市盈率为56.7倍，而市盈率最高的宝德股份达到81.67倍，远高于全部A股市盈率以及中小板的市盈率。2009年10月30日，中国创业板正式上市。

### 创业板改革
2020年4月27日，中央全面深化改革委员会第十三次会议审议通过了《创业板改革并试点注册制总体实施方案》。这次改革的指导思想是，深入贯彻习近平新时代中国特色社会主义思想，认真落实习近平总书记关于资本市场的重要指示批示精神，按照党中央、国务院决策部署，着眼于打造一个规范、透明、开放、有活力、有韧性的资本市场，坚持稳中求进工作总基调，坚持市场化、法治化方向，借鉴科创板改革经验，在创业板试点注册制，推进发行、上市、信息披露、交易、退市等基础性制度改革，增强对创新创业企业的服务能力，更好促进经济高质量发展。
此轮创业板改革的新规则，将于2020年8月24日随首批注册制股票上市一同生效。主要变化有：
- 新股前5个交易日不设涨跌幅
- 所有股票涨跌幅限制变为20%
- 增加临时停牌机制，无涨跌幅限制时，较开盘首次上涨或下跌达到或超过30%和60%的，各停牌10分钟
- 增加了盘后定价交易，与科创板类似，盘后定价交易时间为15:05-15:30
- 新股上市首日起即可作为融资融券标的
- 新增股票特殊字母标识
  - N 表示上市首日
  - C 表示次日至第五日
  - U 表示尚未盈利
  - W 表示非同股同权
  - V 表示可变权益实体或类似结构
- 实施ST风险警示，与主板规则类似
- 优化退市机制，取消暂停上市、恢复上市环节，交易类退市不再设置退市整理期

## 参与交易条件
- 申请权限开通前20个交易日证券账户及资金账户内的资产日均不低于人民币10万元（不包括该投资者通过融资融券融入的资金和证券）。
- 参与证券交易24个月以上。

深交所可以根据市场情况对前款所述条件作出调整。